# Antoni Krauze
Antoni Krauze (Varsòvia, 4 de gener de 1940 - 14 de febrer de 2018) va ser un guionista i director polonès. Va estudiar cinema a l'Escola Nacional de Cinema de Łódź (1966). Era el germà gran del dibuixant i il·lustrador Andrzej Krauze.
Krauze va dirigir molts documentals i llargmetratges. La seva pel·lícula de 2011, Black Thursday va guanyar un premi especial al Festival de Cinema de Gdynia el 2011 i el premi FIPRESCI al Festival Internacional de Cinema de Montreal el 2011.

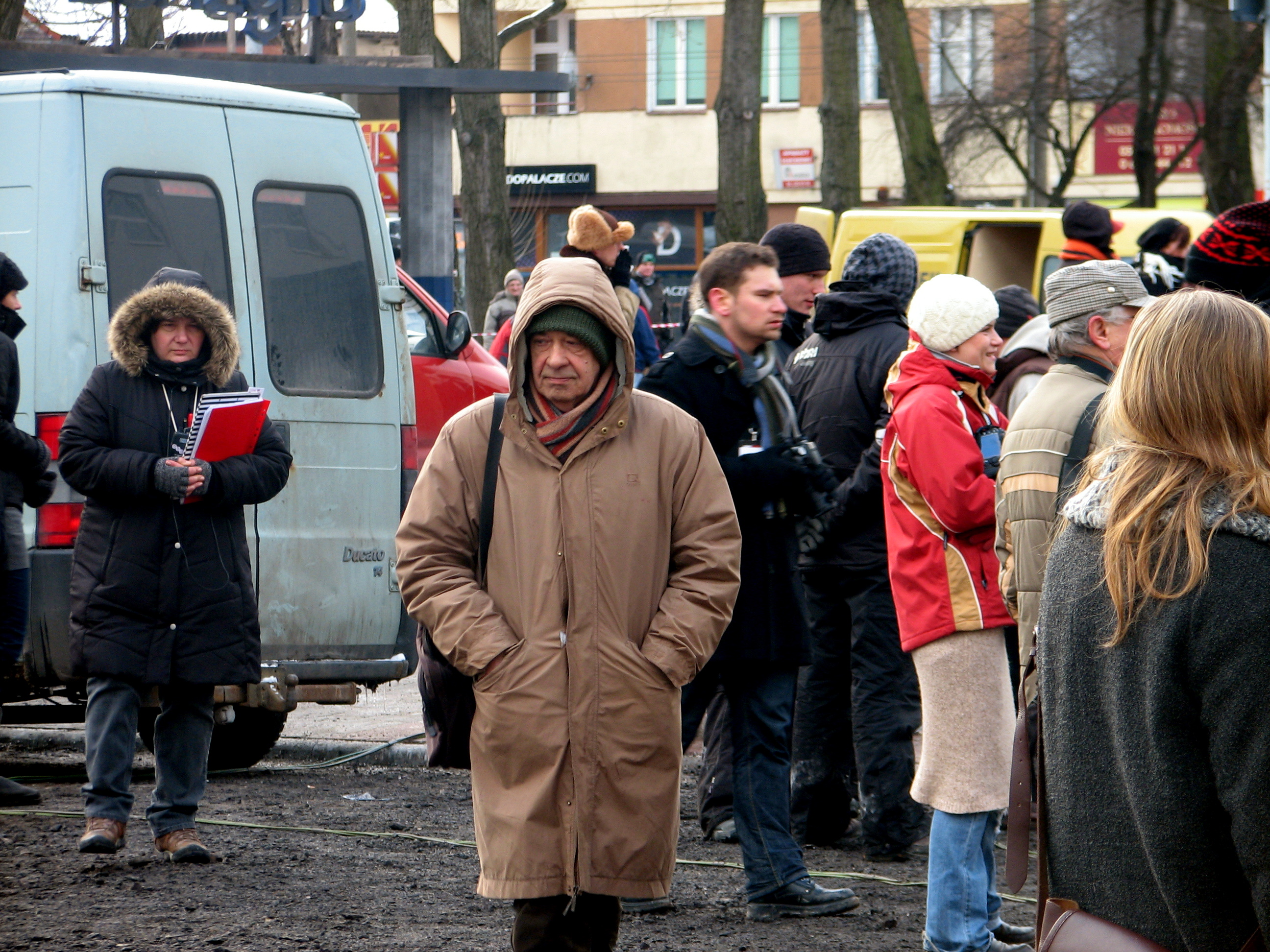
Antoni Krauze el 2010

Krauze va morir el 14 de febrer de 2018.

## Filmografia
- Palec boży, 1973
- Strach, 1975 – només director (de la novel·la de Zbigniew Safjan)
- Podróż do Arabii, 1979
- Party przy świecach, 1980 – només director (de la novel·la de Jan Himilsbach)
- Prognoza pogody, 1982
- Dziewczynka z hotelu Excelsior, 1988 – només director (de la novel·la de Eustachego Rylskiego)
- Radość pisania, 2005 – sobre Wisława Szymborska[5]
- Czarny czwartek, 2011 – només director
- Smolensk, 2016 – sobre l'accident del Tu-154 de la Força Aèria de Polònia[6]